# Середенко, Александр Лаврентьевич
Александр Лаврентьевич Середенко (1912, с. Красный Куток, Курская губерния  (ныне Белгородская область, Октябрьский район)— 10 января 1944, Черкасская область) — красноармеец Рабоче-крестьянской Красной Армии, участник Великой Отечественной войны, Герой Советского Союза (1943).
В с.Борисовка Октябрьского района Белгородской области был установлен бюст, на открытие которого были приглашены племянница Александра Лаврентьевича — Расколинос (Середенко) Клавдия Емельяновна и её внучка Кудинец Алина.
В селе Красный Куток (месте рождения Александра) названы в его честь школа и одна из улиц. 9 мая 2025 года в начале улицы Середенко в с. Красный Куток был установлен бюст.

## Биография
Александр Середенко родился в 1912 году в селе Красный Куток (ныне — Борисовский район Белгородской области). После окончания начальной школы работал в колхозе. В 1934—1935 годах проходил службу в Рабоче-крестьянской Красной Армии. В 1943 году Середенко повторно был призван в армию. С того же года — на фронтах Великой Отечественной войны, воевал стрелком 955-го стрелкового полка 309-й стрелковой дивизии 40-й армии Воронежского фронта. Отличился во время битвы за Днепр.
В ночь с 21 на 22 сентября 1943 года Середенко в числе первых переправился через Днепр в районе посёлка Ржищев Кагарлыкского района Киевской области Украинской ССР и принял активное участие в боях за захват и удержание плацдарма на его западном берегу, отразив большое количество немецких контратак, лично уничтожив пулемётный расчёт противника.
Указом Президиума Верховного Совета СССР от 23 октября 1943 года красноармеец Александр Середенко был удостоен высокого звания Героя Советского Союза с вручением ордена Ленина и медали «Золотая Звезда».
10 января 1944 года Середенко погиб в бою. Похоронен на станции Яроватка Уманского района Черкасской области Украины.